# Youngia
 Youngia  Cass., 1831 è un genere di piante angiosperme dicotiledoni della famiglia delle Asteraceae.

## Etimologia
Il nome scientifico del genere è stato definito per la prima volta dal botanico Alexandre Henri Gabriel de Cassini (1781-1832) nella pubblicazione " Annales des sciences naturelles; comprenant la physiologie animale et végétale, l’anatomie comparée des deux règnes, la zoologie, la botanique, la minéralogie et la géologie. Paris." ( Ann. Sci. Nat. (Paris) 23: 88) del 1831.
Il nome del genere onora, secondo il botanico Cassini, due inglesi (un poeta e un medico): probabilmente si tratta del poeta e autore Edward Young (1683–1765) e dell'oculista, fisico, linguista ed egittologo Thomas Young (1773–1829).

## Descrizione

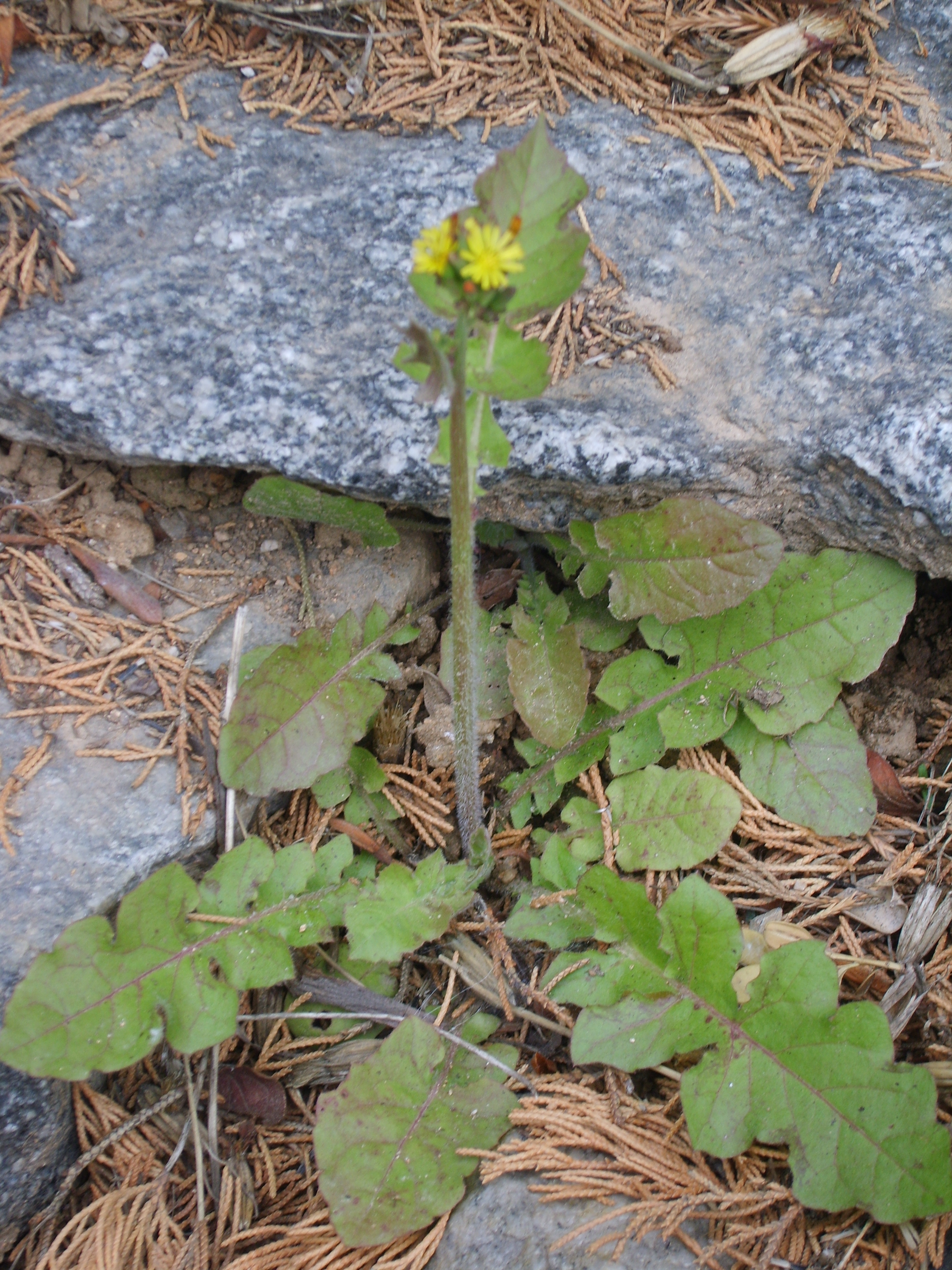
Il portamento
Youngia japonica

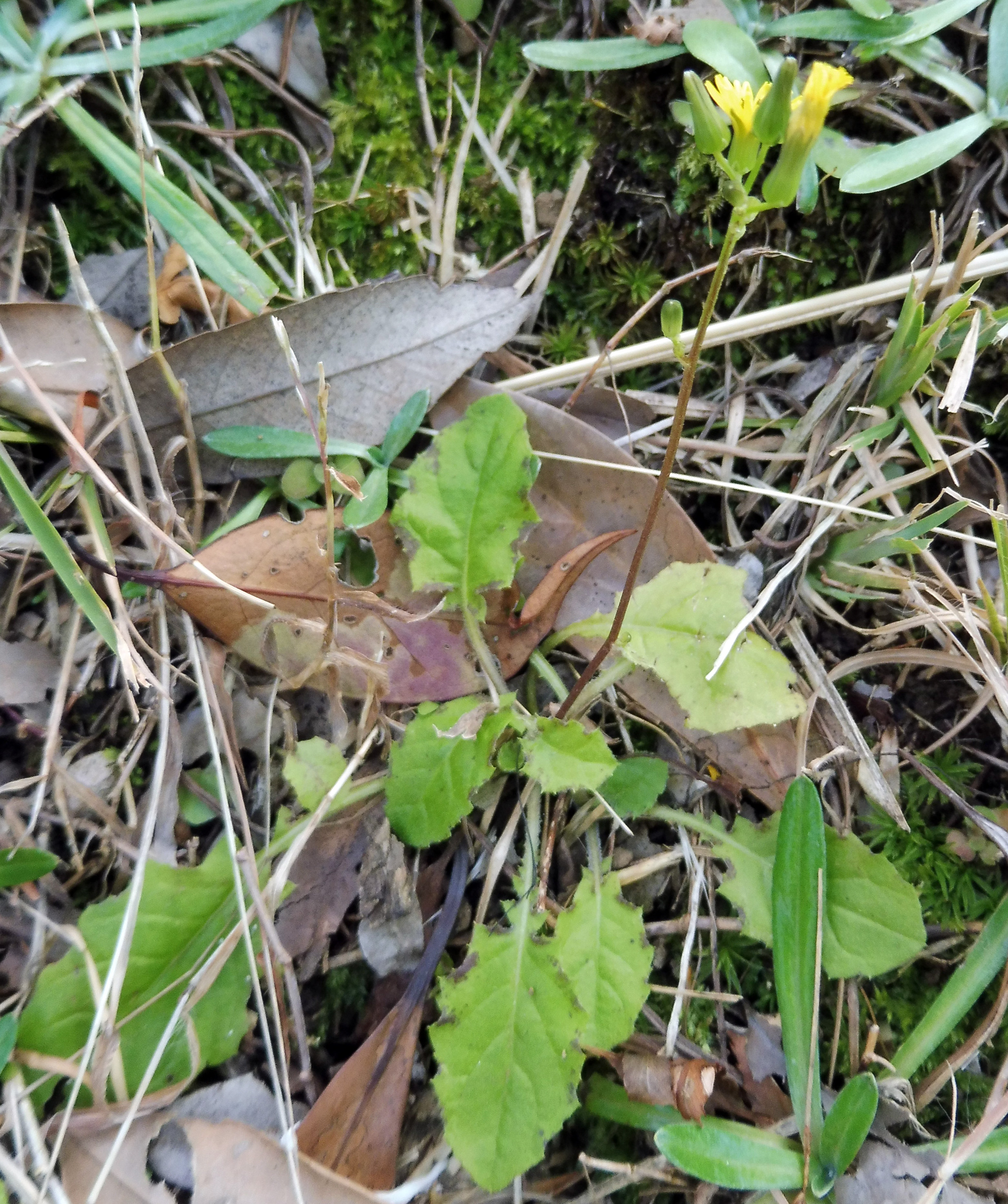
Le foglie
Youngia japonica

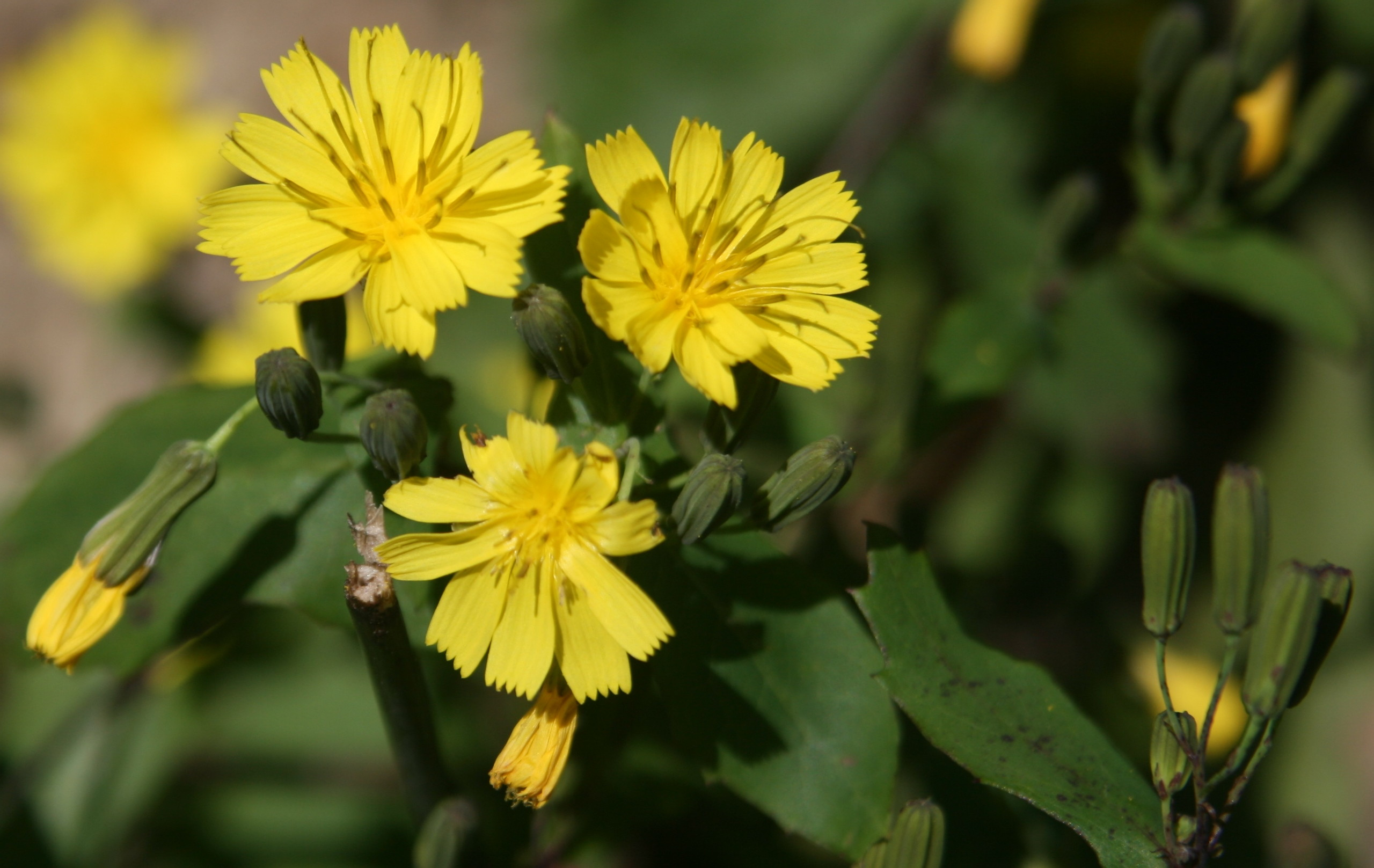
Infiorescenza
Youngia denticulata

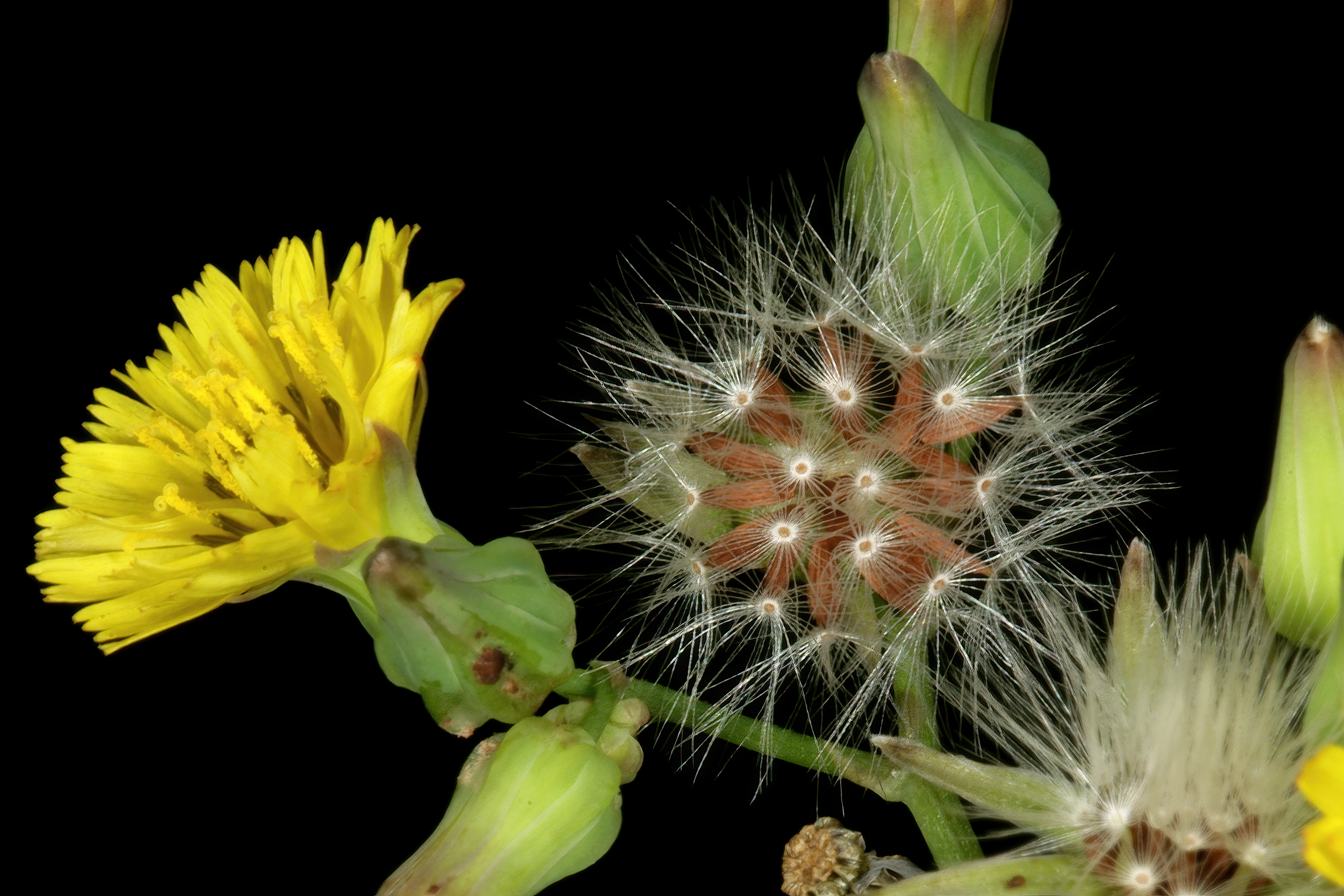
I fiori
Youngia japonica

Habitus. Le specie di questo gruppo sono piante annuali, bienni e perenni non molto alte con abbondante latice amaro. Sono presenti specie caulescenti e acaulescenti spesso rosulate, glabre e pubescenti (anche aracnoidee).
Fusto. Gli scapi fiorali sono glabri e possono originare direttamente dal rizoma. In alcuni casi i fusti sono ramificati. Le radici in genere sono di tipo fittonante.
Foglie. Le foglie formano delle rosette radicali con lamine intere o dentate oppure roncinato-pennatofide. Le foglie lungo il caule sono disposte in modo alterno e spesso sono abbraccianti il caule stesso. La lamina può essere dentata o divisa.
Infiorescenza. L'infiorescenza (di tipo corimbosa o panicolata) è composta da più capolini terminali e annuenti. I capolini, solamente di tipo ligulifloro, sono formati da un involucro composto da diverse brattee (o squame) all'interno delle quali un ricettacolo fa da base ai fiori ligulati. L'involucro ha una forma da cilindrica a campanulata ed è formato da due serie di brattee glabre, oppure pelose-aracnoidee o, più raramente, ghiandolose. Solitamente le due serie di brattee non sono uguali: la serie interna, con forme lineari-lanceolate, contiene 8 brattee che alla fruttificazione diventano carenate, mentre quella esterna è formata da brattee più piccole. Il ricettacolo è piano e nudo (senza pagliette a protezione della base dei fiori).
Fiori. I fiori, (da 5 a 30 per capolino) tutti ligulati, sono tetra-ciclici (ossia sono presenti 4 verticilli: calice – corolla – androceo – gineceo) e pentameri (ogni verticillo ha in genere 5 elementi). I fiori sono ermafroditi, fertili e zigomorfi.
- Formula fiorale:

*/x K {\displaystyle \infty }, [C (5), A (5)], G 2 (infero), achenio
- Calice: i sepali del calice sono ridotti ad una coroncina di squame.
- Corolla: le corolle sono formate da una ligula terminante con 5 denti; il colore in genere è giallo; la superficie può essere sia pubescente che glabra.
- Androceo: gli stami sono 5 con filamenti liberi e distinti, mentre le antere sono saldate in un manicotto (o tubo) circondante lo stilo.[11] Le antere alla base sono prive di codette. Il polline è tricolporato.[12]
- Gineceo: lo stilo è filiforme. Gli stigmi dello stilo sono due divergenti e ricurvi con la superficie stigmatica posizionata internamente (vicino alla base).[13] L'ovario è infero uniloculare formato da 2 carpelli.

Frutti. I frutti sono degli acheni con pappo. Gli acheni, costati in modo ineguale (12 - 15 coste; ossia 4 - 5 principali accompagnate da 1 - 2 secondarie e minori), sono glabri ed hanno delle forme da rotonde (cilindriche) a fusiformi o obovoidi (raramente sono compressi); la superficie può essere trasversalmente tubercolata; l'apice presenta un tozzo becco. Il pappo è setoloso (poche setole scabre/barbate) di colore giallo, bianco o cinereo. Dimensione degli acheni: 5 mm.

## Biologia
- Impollinazione: l'impollinazione avviene tramite insetti (impollinazione entomogama tramite farfalle diurne e notturne).
- Riproduzione: la fecondazione avviene fondamentalmente tramite l'impollinazione dei fiori (vedi sopra).
- Dispersione: i semi (gli acheni) cadendo a terra sono successivamente dispersi soprattutto da insetti tipo formiche (disseminazione mirmecoria). In questo tipo di piante avviene anche un altro tipo di dispersione: zoocoria. Infatti gli uncini delle brattee dell'involucro si agganciano ai peli degli animali di passaggio disperdendo così anche su lunghe distanze i semi della pianta.

## Distribuzione e habitat
Il genere è presente in Asia tropicale, in particolare orientale e meridionale, con un centro di diversità in Cina (con molte specie endemiche).

## Tassonomia
La famiglia di appartenenza di questa voce (Asteraceae o Compositae, nomen conservandum) probabilmente originaria del Sud America, è la più numerosa del mondo vegetale, comprende oltre 23.000 specie distribuite su 1.535 generi, oppure 22.750 specie e 1.530 generi secondo altre fonti (una delle checklist più aggiornata elenca fino a 1.679 generi). La famiglia attualmente (2021) è divisa in 16 sottofamiglie.

### Filogenesi
Il genere di questa voce appartiene alla sottotribù Crepidinae della tribù Cichorieae (unica tribù della sottofamiglia Cichorioideae). In base ai dati filogenetici la sottofamiglia Cichorioideae è il terz'ultimo gruppo che si è separato dal nucleo delle Asteraceae (gli ultimi due sono Corymbioideae e Asteroideae). La sottotribù Crepidinae fa parte del "quarto" clade della tribù; in questo clade è in posizione "centrale" vicina alle sottotribù Chondrillinae e Hypochaeridinae.
I caratteri più distintivi per questa sottotribù (e quindi per i suoi generi) sono:
- in queste piante non sono presenti i peli piccoli, morbidi e ramificati;
- le brattee involucrali sono disposte in due serie ineguali;
- i capolini contengono molti fiori;
- le setole del pappo non sono fragili;
- gli acheni alla base sono poco compressi.

La sottotribù è divisa in due gruppi principali, uno a predominanza asiatica e l'altro di origine mediterranea/euroasiatica. Da un punto di vista filogenetico, all'interno della sottotribù, sono stati individuati 5 subcladi. Il genere di questa voce appartiene al subclade denominato "Crepidiastrum-Lapsanastrum-Youngia  clade". Questo subclade, nell'ambito della sottotribù, occupa una posizione più o meno "basale" con il gruppo "Crepis-Lapsana-Rhagadiolus clade" (probabilmente insieme formano un "gruppo fratello". Youngia e Crepidiastrum formano un "gruppo fratello". Inoltre Youngia risulta parafiletico in quanto il genere Lapsanastrum è profondamente nidificato nel suo interno. [La precedente configurazione filogenetica è basata sull'analisi di alcune particolari regioni (nrITS) del DNA; analisi su altre regioni (DNA del plastidio) possono dare dei risultati lievemente diversi.]
In precedenti studi Youngia comprendeva tre gruppi di specie che sono stati segregati in tre generi separati di nuova costituzione: Crepidifolium (attualmente confluito in Crepidiastrum), Sonchella e Tibetoseris.
I caratteri distintivi per le specie di questo genere sono:
- le piante sono glabre;
- gli acheni sono poco compressi e ristretti all'apice;
- gli acheni hanno 12 - 15 snelle coste ineguali che spesso sono alate;

Il numero cromosomico della specie è: 2n = 10, 12 e 16 (le specie sono diploidi; più raramente tetraploidi).

### Elenco delle specie
Questo genere ha 40 specie:
- Youngia atripappa (Babc.) N.Kilian
- Youngia baoxingensis  Y.S.Chen
- Youngia bifurcata  Babc. & Stebbins
- Youngia cineripappa  (Babc.) Babc. & Stebbins
- Youngia conjunctiva  Babc. & Stebbins
- Youngia corniculata  (Regel & Schmalh.) Kamelin
- Youngia cristata  C.Shih & C.Q.Cai
- Youngia erythrocarpa  (Vaniot) Babc. & Stebbins
- Youngia fusca  (Babc.) Babc. & Stebbins
- Youngia fuscipappa  Thwaites
- Youngia gongshanensis  Y.S.Chen & R.Ke
- Youngia gracilipes  (Hook.f.) Babc. & Stebbins
- Youngia hastiformis  C.Shih
- Youngia henryi  (Diels) Babc. & Stebbins
- Youngia heterophylla  (Hemsl.) Babc. & Stebbins
- Youngia hondae  Kitam.
- Youngia humifusa  (Dunn) Y.L.Peng & X.F.Gao
- Youngia japonica  (L.) DC.
- Youngia jiulongensis  Y.L.Peng, X.F.Gao & Li Bing Zhang
- Youngia jiulongshanensis  X.Cai, Y.L.Xu & X.F.Jin
- Youngia kangdingensis  C.Shih
- Youngia lanata  Babc. & Stebbins
- Youngia longiflora  (Babc. & Stebbins) C.Shih
- Youngia longipes  (Hemsl.) Babc. & Stebbins
- Youngia mairei  (H.Lév.) Babc. & Stebbins
- Youngia nilgiriensis  Babc.
- Youngia paleacea  (Diels) Babc. & Stebbins
- Youngia pilifera  C.Shih
- Youngia prattii  (Babc.) Babc. & Stebbins
- Youngia purpimea  Y.L.Peng, W.B.Ju, X.F.Gao & Y.D.Gao
- Youngia racemifera  (Hook.f.) Babc. & Stebbins
- Youngia rosthornii  (Diels) Babc. & Stebbins
- Youngia rubida  Babc. & Stebbins
- Youngia sericea  C.Shih
- Youngia simulatrix  (Babc.) Babc. & Stebbins
- Youngia szechuanica  (Soderb.) S.Y.Hu
- Youngia terminalis  Babc. & Stebbins
- Youngia wilsonii  (Babc.) Babc. & Stebbins
- Youngia yilingii  C.Shih
- Youngia zhengyiana  T.Deng, D.G.Zhang, J.W.Zhang & H.Sun

### Sinonimi
Sono elencati alcuni sinonimi per questa entità:
- Pseudoyoungia D.Maity & Maiti
- Tibetoseris  Sennikov